# Liste der Kulturdenkmale in Ruppersdorf
In der Liste der Kulturdenkmale in Ruppersdorf sind die Kulturdenkmale des Ortsteils Ruppersdorf der sächsischen Stadt Herrnhut verzeichnet, die bis September 2024 vom Landesamt für Denkmalpflege Sachsen erfasst wurden (ohne archäologische Kulturdenkmale). Die Anmerkungen sind zu beachten.

## Liste der Kulturdenkmale in Ruppersdorf
| Bild                                    | Bezeichnung | Lage                                                                  | Datierung                                                              | Beschreibung | ID       |
| --------------------------------------- | --- | --------------------------------------------------------------------- | ---------------------------------------------------------------------- | --- | -------- |
|                                         | Königlich-Sächsische Meilensteine (Sachgesamtheit); Meilenstein                                                                                         | (am Ortsausgang, Richtung Ninive) (Karte)                             | 19. Jahrhundert                                                        | Verkehrshistorisch von Bedeutung | 09226523 |
| Direkt Bild zu diesem Denkmal hochladen | Eisenbahnstrecke Löbau – Zittau (Sachgesamtheit) | (Strecke zwischen Herrnhut und Ruppersdorf; Kilometer 42,178) (Karte) | 1846–1878                                                              | Sachgesamtheitsbestandteil der Sachgesamtheit Eisenbahn Löbau – Zittau, Abschnitt im Ortsteil Ruppersdorf, mit folgenden Einzeldenkmalen: Eisenbahnbrücke (Obj. 08992554), Gelände der Güterverladung mit Waage und Waagehäuschen (Obercunnersdorfer Straße 16, Obj. 08992558), Bahnhofsgebäude am Haltepunkt Ruppersdorf (Obercunnersdorfer Straße 5 (bei), Obj. 09226471) sowie Schranken- und Stellwärterhaus (Obercunnersdorfer Straße 5, Obj. 08992557) sowie Trasse und Gleisanlage der Eisenbahn als Sachgesamtheitsteil (siehe auch Sachgesamtheitsdokument in der Denkmalliste der Stadt Löbau – Obj. 08992544); technikgeschichtlich und verkehrsgeschichtlich von Bedeutung | 09302440 |
| Direkt Bild zu diesem Denkmal hochladen | Eisenbahnbrücke (Einzeldenkmal zu ID-Nr. 09302440) | (Strecke zwischen Herrnhut und Ruppersdorf; Kilometer 42,178) (Karte) | 1846/1848                                                              | Einzeldenkmal der Sachgesamtheit Eisenbahnstrecke Löbau – Zittau; verkehrsgeschichtlich von Bedeutung, Brücke ein Bogen, Granit | 08992554 |
| Direkt Bild zu diesem Denkmal hochladen | Forsthaus, davor zwei Blutbuchen | Am Forsthaus 4 (Karte)                                                | Um 1900                                                                | Mit Mittelrisalit und hölzerner Giebelzier, baugeschichtlich von Bedeutung | 09226435 |
| Direkt Bild zu diesem Denkmal hochladen | Schloss (Nr. 2), Stallgebäude (Nr. 3 und 5) sowie Brunnenring im Park (Einzeldenkmale zu ID-Nr. 09303145)                                               | Am Forsthaus 9 (Hofeweg 2, 3, 5) (Karte)                              | 1. Hälfte 18. Jahrhundert (Schloss); um 1900 (Stallgebäude Nr. 3 u. 5) | Einzeldenkmale der Sachgesamtheit Rittergut Oberruppersdorf; Schloss im neogotischen Stil mit Stufengiebeln, achteckigem Turm und gestaltetem Portal mit originaler Tür, baugeschichtlich und ortsgeschichtlich von Bedeutung | 09226463 |
| Direkt Bild zu diesem Denkmal hochladen | Wohnstallhaus (Umgebinde) und Scheune | Am Kottmar 14 (Karte)                                                 | Mitte 19. Jahrhundert                                                  | Wohnstallhaus Obergeschoss Fachwerk, verschiefert, baugeschichtlich und wirtschaftsgeschichtlich von Bedeutung | 09226436 |
| Direkt Bild zu diesem Denkmal hochladen | Wohnhaus und Scheune eines Bauernhofes | Am Kottmar 16 (Karte)                                                 | Mitte 19. Jahrhundert                                                  | Wohnhaus Obergeschoss Fachwerk, verschiefert, baugeschichtlich und wirtschaftsgeschichtlich von Bedeutung | 09226437 |
| Direkt Bild zu diesem Denkmal hochladen | Wohnhaus (Umgebinde) eines Bauernhofes | Am Kottmar 20 (Karte)                                                 | Mitte 19. Jahrhundert, verändert                                       | Baugeschichtlich von Bedeutung | 09226439 |
| Direkt Bild zu diesem Denkmal hochladen | Wohnhaus (Umgebinde) und Holzscheune | Birkmühlstraße 2 (Karte)                                              | Mitte 19. Jahrhundert                                                  | Wohnhaus Obergeschoss Fachwerk, verschiefert, baugeschichtlich und wirtschaftsgeschichtlich von Bedeutung | 09226525 |
| Direkt Bild zu diesem Denkmal hochladen | Wohnstallhaus (Umgebinde) | Feldweg 1 (Karte)                                                     | 1. Hälfte 19. Jahrhundert                                              | Obergeschoss Fachwerk, baugeschichtlich von Bedeutung | 09226526 |
| Direkt Bild zu diesem Denkmal hochladen | Wohnhaus, Seitengebäude und nördliche Scheune eines Dreiseithofes                                                                                       | Großhennersdorfer Straße 9 (Karte)                                    | Um 1800                                                                | Baugeschichtlich und wirtschaftsgeschichtlich von Bedeutung | 09226443 |
| Direkt Bild zu diesem Denkmal hochladen | Wohnhaus (Umgebinde) | Großhennersdorfer Straße 11 (Karte)                                   | Mitte 19. Jahrhundert                                                  | Obergeschoss Fachwerk, verschiefert, baugeschichtlich von Bedeutung | 09226444 |
| Direkt Bild zu diesem Denkmal hochladen | Wohnhaus, zwei Seitengebäude und Scheune eines Vierseithofes, dazu Hofpflaster und zwei Torsäulen                                                       | Großhennersdorfer Straße 13 (Karte)                                   | Bezeichnet mit 1851                                                    | Wohnhaus im Türsturz bezeichnet mit 1851, Seitengebäude Fachwerk, zum Teil verbrettert, baugeschichtlich und wirtschaftsgeschichtlich von Bedeutung | 09226445 |
| Direkt Bild zu diesem Denkmal hochladen | Gasthaus (Gerichtskretscham, Steinkretscham) | Großhennersdorfer Straße 16 (Karte)                                   | 1. Hälfte 19. Jahrhundert                                              | Granitmauerwerk, baugeschichtlich und ortsgeschichtlich von Bedeutung | 09226446 |
| Direkt Bild zu diesem Denkmal hochladen | Wohnhaus, zwei Seitengebäude (davon eines mit Umgebinde) und Scheune eines Vierseithofes, dazu Hofpflaster und Hausbaum                                 | Großhennersdorfer Straße 19 (Karte)                                   | 1. Hälfte 19. Jahrhundert                                              | Am Umgebindehaus Fachwerk in Langständerbauweise, Scheune ziegelverblendet, baugeschichtlich und wirtschaftsgeschichtlich von Bedeutung | 09226447 |
| Direkt Bild zu diesem Denkmal hochladen | Wirtschaftshof mit Wohnhaus, daran anschließendem Stallgebäude und zwei Scheunen sowie zwei Torsäulen (Einzeldenkmale zu ID-Nr. 09303326)               | Großhennersdorfer Straße 22 (Karte)                                   | Mitte 19. Jahrhundert                                                  | Einzeldenkmale der Sachgesamtheit Rittergut Niederruppersdorf; Wirtschaftshof erstreckt sich bis zum Schlosspark und zur Wiesenmühle, baugeschichtlich und ortsgeschichtlich von Bedeutung | 09226448 |
| Direkt Bild zu diesem Denkmal hochladen | Wohnstallhaus | Großhennersdorfer Straße 23 (Karte)                                   | Laut Auskunft 1835                                                     | Granitmauerwerk, baugeschichtlich von Bedeutung | 09226449 |
| Direkt Bild zu diesem Denkmal hochladen | Wohnhaus und zwei Scheunen eines Dreiseithofes, dazu Hofpflaster                                                                                        | Großhennersdorfer Straße 25 (Karte)                                   | Bezeichnet mit 1894 (Scheune); bezeichnet mit 1899 (Bauernhaus)        | Baugeschichtlich und wirtschaftsgeschichtlich von Bedeutung | 09226450 |
| Direkt Bild zu diesem Denkmal hochladen | Wohnhaus mit Anbau und Scheune einer Wassermühle (Wiesenmühle, Elßnermühle)                                                                             | Großhennersdorfer Straße 30 (Karte)                                   | Bezeichnet mit 1830                                                    | Baugeschichtlich und technikgeschichtlich von Bedeutung | 09226451 |
| Direkt Bild zu diesem Denkmal hochladen | Rundbogenbrücke über die Prießnitz | Großhennersdorfer Straße 30 (bei) (Karte)                             | Bezeichnet mit 1830                                                    | Baugeschichtlich und verkehrsgeschichtlich von Bedeutung | 09226456 |
| Direkt Bild zu diesem Denkmal hochladen | Wohnhaus (Umgebinde) | Großhennersdorfer Straße 31 (Karte)                                   | Mitte 19. Jahrhundert                                                  | Obergeschoss Fachwerk, verbrettert, baugeschichtlich von Bedeutung | 09226452 |
| Direkt Bild zu diesem Denkmal hochladen | Wohnhaus, zwei Scheunen und Seitengebäude eines Dreiseithofes                                                                                           | Großhennersdorfer Straße 41 (Karte)                                   | Bezeichnet mit 1802 (Bauernhaus); laut Auskunft um 1905 (Scheune)      | Wohnhaus Obergeschoss Fachwerk, im Türstock bezeichnet, baugeschichtlich und wirtschaftsgeschichtlich von Bedeutung | 09226453 |
| Direkt Bild zu diesem Denkmal hochladen | Wohnstallhaus (Umgebinde) | Großhennersdorfer Straße 43 (Karte)                                   | 1. Hälfte 19. Jahrhundert                                              | Obergeschoss Fachwerk, verschiefert, ehemaliges Ausgedingehaus von Hof Nr. 41, baugeschichtlich und sozialgeschichtlich von Bedeutung | 09226454 |
| Direkt Bild zu diesem Denkmal hochladen | Wohnhaus (Umgebinde), Seitengebäude und Scheune eines Dreiseithofes                                                                                     | Großhennersdorfer Straße 45 (Karte)                                   | 1. Hälfte 19. Jahrhundert                                              | Baugeschichtlich und wirtschaftsgeschichtlich von Bedeutung | 09226455 |
| Weitere Bilder                          | Wohnhaus (Umgebinde) | Hauptstraße 1 (Karte)                                                 | Mitte 19. Jahrhundert, verändert                                       | Obergeschoss zum Teil Fachwerk, baugeschichtlich von Bedeutung | 09226457 |
| Direkt Bild zu diesem Denkmal hochladen | Wohnhaus (Umgebinde) | Hauptstraße 2 (Karte)                                                 | 1. Hälfte 19. Jahrhundert                                              | Obergeschoss Fachwerk, baugeschichtlich von Bedeutung | 09226458 |
| Direkt Bild zu diesem Denkmal hochladen | Wohnhaus (Umgebinde) | Hauptstraße 7 (Karte)                                                 | Bezeichnet mit 1850                                                    | Obergeschoss Fachwerk, baugeschichtlich von Bedeutung | 09226459 |
| Direkt Bild zu diesem Denkmal hochladen | Landgasthof „Zum Mohr“ mit Saal | Hauptstraße 8 (Karte)                                                 | Um 1900                                                                | Baugeschichtlich und ortsgeschichtlich von Bedeutung | 09226460 |
| Direkt Bild zu diesem Denkmal hochladen | Wohnhaus (Umgebinde) und Scheune eines Bauernhofes | Hauptstraße 18 (Karte)                                                | 2. Hälfte 19. Jahrhundert                                              | Wohnhaus Obergeschoss Fachwerk, verschiefert, baugeschichtlich und wirtschaftsgeschichtlich von Bedeutung | 09226461 |
| Weitere Bilder                          | Rittergut Oberruppersdorf (Sachgesamtheit) | Hofeweg 2, 3, 4, 5, 6, 7, 9, 11, 13 (Karte)                           | 1. Hälfte 18. Jahrhundert                                              | Sachgesamtheit Rittergut Oberruppersdorf mit folgenden Einzeldenkmalen: Schloss (Nr. 2), Stallgebäude (Nr. 3 und 5) und Brunnenring im Park (siehe Einzeldenkmale 09226463, gleiche Anschrift), der ehemalige Gutspark und die Untere Allee als Lindenallee (Gartendenkmale) sowie folgenden Sachgesamtheitsteilen: Scheune (Am Forsthaus 9), drei Wirtschaftsgebäude (Nr. 4, 7, 9, 11 und 13) und zwei Torsäulen am Park; baugeschichtlich, ortsgeschichtlich und landschaftsgestaltend von Bedeutung | 09303145 |
| Weitere Bilder                          | Schloss (Nr. 2), Stallgebäude (Nr. 3 und 5) sowie Brunnenring im Park (Einzeldenkmale zu ID-Nr. 09303145)                                               | Hofeweg 9 (Karte)                                                     | 1. Hälfte 18. Jahrhundert (Schloss); um 1900 (Stallgebäude Nr. 3 u. 5) | Einzeldenkmale der Sachgesamtheit Rittergut Oberruppersdorf; Schloss im neogotischen Stil mit Stufengiebeln, achteckigem Turm und gestaltetem Portal mit originaler Tür, baugeschichtlich und ortsgeschichtlich von Bedeutung | 09226463 |
| Weitere Bilder                          | Kirche, Kirchhof, Denkmale für die Gefallenen des Ersten Weltkrieges und von 1870/71, Grufthaus und umgebende Einfriedungsmauer mit zwei Kirchhofstoren | Kirchberg 1 (Karte)                                                   | 13./14. Jahrhundert (Kirche); bezeichnet mit 1855 (Grufthaus)          | Romanische Saalkirche mit Dachreitertürmchen, neogotisches Grufthaus, baugeschichtlich und ortsgeschichtlich von Bedeutung | 09226464 |
| Direkt Bild zu diesem Denkmal hochladen | Pfarrhaus und Scheune eines Pfarrhofes | Kirchberg 3 (Karte)                                                   | Laut Chronik 1841                                                      | Scheune Fachwerk, baugeschichtlich und ortsgeschichtlich von Bedeutung | 09226465 |
| Direkt Bild zu diesem Denkmal hochladen | Wohnhaus (Umgebinde), Scheune und Stützmauer | Mittelweg 3 (Karte)                                                   | 1. Hälfte 19. Jahrhundert                                              | Wohnhaus Obergeschoss Fachwerk, verschiefert, Scheune aus Holz, Stütz- und Umfassungsmauer mit Treppen Granit, baugeschichtlich und wirtschaftsgeschichtlich von Bedeutung | 09226468 |
| Direkt Bild zu diesem Denkmal hochladen | Wohnhaus (Umgebinde) mit hinterem Anbau | Mittelweg 6 (Karte)                                                   | 1. Hälfte 19. Jahrhundert                                              | Obergeschoss Fachwerk, verbrettert, baugeschichtlich von Bedeutung | 09226469 |
| Direkt Bild zu diesem Denkmal hochladen | Wohnhaus (Umgebinde) | Neuhäuserweg 2 (Karte)                                                | Mitte 19. Jahrhundert                                                  | Obergeschoss Fachwerk, Giebel und Rückseite verkleidet, baugeschichtlich von Bedeutung | 09226466 |
| Direkt Bild zu diesem Denkmal hochladen | Wohnhaus (Umgebinde) | Neuhäuserweg 7 (Karte)                                                | 2. Hälfte 19. Jahrhundert, verändert                                   | Obergeschoss Fachwerk, baugeschichtlich von Bedeutung | 09226467 |
| Direkt Bild zu diesem Denkmal hochladen | Wohnstallhaus und winkelförmige Scheune eines Dreiseithofes, dazu Trog und Hofpflaster                                                                  | Obercunnersdorfer Straße 2 (Karte)                                    | Ende 19. Jahrhundert                                                   | Wohnstallhaus mit Granittürstöcken, Granitfenstergewänden und Drempelzone, Scheune im Winkel mit Putzzier und Rundbogentoren, baugeschichtlich und wirtschaftsgeschichtlich von Bedeutung | 09226470 |
| Direkt Bild zu diesem Denkmal hochladen | Schranken- und Stellwärterhaus Ruppersdorf (Einzeldenkmal zu ID-Nr. 09302440)                                                                           | Obercunnersdorfer Straße 5 (Karte)                                    | Laut Auskunft 1878                                                     | Einzeldenkmal der Sachgesamtheit Eisenbahnstrecke Löbau – Zittau; verkehrsgeschichtlich von Bedeutung | 08992557 |
| Direkt Bild zu diesem Denkmal hochladen | Bahnhofsgebäude (Einzeldenkmal zu ID-Nr. 09302440) | Obercunnersdorfer Straße 5 (bei) (Karte)                              | Laut Auskunft 1878                                                     | Einzeldenkmal der Sachgesamtheit Eisenbahnstrecke Löbau – Zittau; verkehrsgeschichtlich von Bedeutung, kleines eingeschossiges Bahnhofsgebäude (Fachwerk) mit kleinem Anbau | 09226471 |
| Direkt Bild zu diesem Denkmal hochladen | Wohnhaus (Umgebinde) und Scheune eines Bauernhofes | Obercunnersdorfer Straße 11 (Karte)                                   | 1. Hälfte 19. Jahrhundert                                              | Wohnhaus Obergeschoss Fachwerk, baugeschichtlich und wirtschaftsgeschichtlich von Bedeutung | 09226473 |
| Direkt Bild zu diesem Denkmal hochladen | Wohnhaus (Umgebinde) mit integriertem Wirtschaftsteil                                                                                                   | Obercunnersdorfer Straße 12 (Karte)                                   | 2. Hälfte 19. Jahrhundert                                              | Obergeschoss Fachwerk, teilweise verbrettert, baugeschichtlich von Bedeutung | 09226474 |
| Direkt Bild zu diesem Denkmal hochladen | Gelände der Güterverladung mit Waage und Waagehäuschen sowie Einfriedungsmauern (Einzeldenkmal zu ID-Nr. 09302440)                                      | Obercunnersdorfer Straße 16 (Karte)                                   | Um 1850                                                                | Einzeldenkmal der Sachgesamtheit Eisenbahnstrecke Löbau – Zittau; verkehrsgeschichtlich von Bedeutung, Umfassung der älteren Waage aus Granit, Einfriedung aus Granitbruchsteinen | 08992558 |
| Direkt Bild zu diesem Denkmal hochladen | Wohnstallhaus (Umgebinde) eines Bauernhofes | Obercunnersdorfer Straße 17 (Karte)                                   | 1. Hälfte 19. Jahrhundert                                              | Obergeschoss Fachwerk, verschiefert, baugeschichtlich von Bedeutung | 09226475 |
| Direkt Bild zu diesem Denkmal hochladen | Wohnhaus (Umgebinde) | Obercunnersdorfer Straße 18 (Karte)                                   | Mitte 19. Jahrhundert, verändert                                       | Obergeschoss Fachwerk, verschiefert, baugeschichtlich von Bedeutung | 09226476 |
| Direkt Bild zu diesem Denkmal hochladen | Wohnhaus (Umgebinde) und zwei Seitengebäude eines Dreiseithofes                                                                                         | Obercunnersdorfer Straße 25 (Karte)                                   | 2. Hälfte 19. Jahrhundert (Bauernhaus); um 1900 (Seitengebäude)        | Wohnhaus Obergeschoss Fachwerk, verschiefert, Seitengebäude Ziegel, baugeschichtlich und wirtschaftsgeschichtlich von Bedeutung | 09226477 |
| Direkt Bild zu diesem Denkmal hochladen | Wohnstallhaus (Umgebinde) und Seitengebäude (Rengerhäuser)                                                                                              | Obercunnersdorfer Straße 28 (Karte)                                   | 1. Hälfte 19. Jahrhundert                                              | Wohnstallhaus Obergeschoss Fachwerk, verkleidet, baugeschichtlich und wirtschaftsgeschichtlich von Bedeutung | 09226478 |
| Direkt Bild zu diesem Denkmal hochladen | Häusleranwesen | Obercunnersdorfer Straße 33 (Karte)                                   | Um 1850                                                                | Wohl eines der Kuckuckshäuser von Oberruppersdorf, zweigeschossig, massiv, baugeschichtlicher Wert | 09305284 |
| Direkt Bild zu diesem Denkmal hochladen | Wohnstallhaus, zwei Seitengebäude und Scheune eines Vierseithofes                                                                                       | Obercunnersdorfer Straße 44 (Karte)                                   | 1. Hälfte 19. Jahrhundert (Wohnstallhaus); um 1900 (Seitengebäude)     | Wohnhaus Obergeschoss Fachwerk, teilweise verkleidet, Seitengebäude verputzt, ziegelverblendet, baugeschichtlich und wirtschaftsgeschichtlich von Bedeutung | 09226480 |
| Direkt Bild zu diesem Denkmal hochladen | Wohnhaus (Umgebinde) und zwei Seitengebäude eines Dreiseithofes                                                                                         | Obercunnersdorfer Straße 60 (Karte)                                   | 1. Hälfte 19. Jahrhundert                                              | Wohnhaus Obergeschoss Fachwerk, verschiefert, baugeschichtlich und wirtschaftsgeschichtlich von Bedeutung | 09226481 |
| Direkt Bild zu diesem Denkmal hochladen | Königlich-Sächsische Meilensteine (Sachgesamtheit); Meilenstein                                                                                         | Obercunnersdorfer Straße 68 (gegenüber) (Karte)                       | 19. Jahrhundert                                                        | Verkehrshistorisch von Bedeutung | 09300594 |
|                                         | Wohnstallhaus (Umgebinde) und Seitengebäude | Obercunnersdorfer Straße 68 (Karte)                                   | 1. Hälfte 19. Jahrhundert                                              | Wohnhaus Obergeschoss Fachwerk, verkleidet, baugeschichtlich und wirtschaftsgeschichtlich von Bedeutung | 09226482 |
| Direkt Bild zu diesem Denkmal hochladen | Wohnhaus (Umgebinde) | Obere Dorfstraße 6 (Karte)                                            | 1. Hälfte 19. Jahrhundert                                              | Obergeschoss Fachwerk, baugeschichtlich und sozialgeschichtlich von Bedeutung | 09226483 |
| Direkt Bild zu diesem Denkmal hochladen | Wohnhaus (Umgebinde) | Obere Dorfstraße 7 (Karte)                                            | Mitte 19. Jahrhundert                                                  | Obergeschoss Fachwerk, verschiefert, baugeschichtlich von Bedeutung | 09226484 |
| Direkt Bild zu diesem Denkmal hochladen | Wohnhaus (Umgebinde) | Obere Dorfstraße 9 (Karte)                                            | Mitte 19. Jahrhundert                                                  | Obergeschoss Fachwerk, verkleidet, baugeschichtlich von Bedeutung | 09226485 |
| Direkt Bild zu diesem Denkmal hochladen | Wohnhaus (Umgebinde) | Obere Dorfstraße 11 (Karte)                                           | Mitte 19. Jahrhundert                                                  | Obergeschoss Fachwerk, verschiefert, baugeschichtlich von Bedeutung | 09226486 |
| Direkt Bild zu diesem Denkmal hochladen | Wohnhaus (Umgebinde) | Obere Dorfstraße 16 (Karte)                                           | Mitte 19. Jahrhundert                                                  | Obergeschoss Fachwerk, Langständerbau, baugeschichtlich von Bedeutung | 09226487 |
| Direkt Bild zu diesem Denkmal hochladen | Wohnhaus mit integriertem Wirtschaftsteil | Obere Dorfstraße 18 (Karte)                                           | Mitte 19. Jahrhundert                                                  | Obergeschoss Fachwerk, mit Ziegelausfachung, baugeschichtlich von Bedeutung | 09226488 |
| Direkt Bild zu diesem Denkmal hochladen | Straßenbrücke über die Eisenbahnstrecke Löbau – Zittau in Ninive                                                                                        | Oderwitzer Straße, Ninive (Karte)                                     | Mitte 19. Jahrhundert                                                  | Granitwiderlager, gerade Platte, baugeschichtlich und verkehrsgeschichtlich von Bedeutung | 09226524 |
| Weitere Bilder                          | Wegestein | Oderwitzer Straße, Ninive (Abzweig Birkmühlstraße) (Karte)            | 19. Jahrhundert                                                        | Granitsäule mit Entfernungsangaben, verkehrsgeschichtlich von Bedeutung | 09226522 |
| Weitere Bilder                          | Wohnstallhaus und Scheune | Oderwitzer Straße, Ninive 1 (Karte)                                   | 2. Hälfte 19. Jahrhundert                                              | Wohnhaus Obergeschoss Fachwerk, verschiefert, Scheune Ziegelbau, baugeschichtlich und wirtschaftsgeschichtlich von Bedeutung | 09226527 |
|                                         | Wohnhaus (Umgebinde) | Oderwitzer Straße, Ninive 3 (Karte)                                   | 2. Hälfte 19. Jahrhundert                                              | Obergeschoss Fachwerk, verkleidet, mit Vorhäuschen und Dachhecht, baugeschichtlich von Bedeutung | 09226528 |
| Weitere Bilder                          | Wohnhaus (Umgebinde) ohne Anbau | Oderwitzer Straße, Ninive 4 (Karte)                                   | Mitte 19. Jahrhundert                                                  | Obergeschoss Fachwerk, verschiefert, baugeschichtlich von Bedeutung | 09226529 |
| Weitere Bilder                          | Wohnhaus (Umgebinde) | Oderwitzer Straße, Ninive 6 (Karte)                                   | Mitte 19. Jahrhundert                                                  | Obergeschoss teilweise Fachwerk, verschiefert, baugeschichtlich von Bedeutung | 09226530 |
| Direkt Bild zu diesem Denkmal hochladen | Doppelwohnhaus (Umgebinde) | Oderwitzer Straße, Ninive 9a, 11 (Karte)                              | 1. Hälfte 19. Jahrhundert, verändert                                   | Obergeschoss Fachwerk, verbrettert, baugeschichtlich von Bedeutung | 09226531 |
| Direkt Bild zu diesem Denkmal hochladen | Wohnhaus (Umgebinde) | Oderwitzer Straße, Ninive 14 (Karte)                                  | Mitte 19. Jahrhundert                                                  | Obergeschoss Fachwerk, verschiefert, baugeschichtlich von Bedeutung | 09226532 |
| Weitere Bilder                          | Wohnhaus (Umgebinde) und Seitengebäude eines Zweiseithofes                                                                                              | Oderwitzer Straße, Ninive 18, 20 (Karte)                              | Mitte 19. Jahrhundert                                                  | Wohnhaus Obergeschoss Fachwerk, verschiefert, baugeschichtlich und wirtschaftsgeschichtlich von Bedeutung | 09226533 |
| Direkt Bild zu diesem Denkmal hochladen | Wohnhaus (Umgebinde) | Querweg 3 (Karte)                                                     | 1. Hälfte 19. Jahrhundert, verändert                                   | Obergeschoss Fachwerk, verkleidet, baugeschichtlich von Bedeutung | 09226489 |
| Direkt Bild zu diesem Denkmal hochladen | Wohnstallhaus | Ringweg 2 (Karte)                                                     | 1. Hälfte 19. Jahrhundert                                              | Obergeschoss Fachwerk, baugeschichtlich von Bedeutung | 09226534 |
| Direkt Bild zu diesem Denkmal hochladen | Wohnhaus | Ringweg 6 (Karte)                                                     | Mitte 19. Jahrhundert, verändert                                       | Obergeschoss Fachwerk, zum Teil verschiefert, baugeschichtlich von Bedeutung | 09226535 |
| Direkt Bild zu diesem Denkmal hochladen | Wohnhaus (Umgebinde), Seitengebäude und Scheune eines Dreiseithofes                                                                                     | Schwanstraße 9 (Karte)                                                | 2. Hälfte 19. Jahrhundert                                              | Wohnhaus Obergeschoss Fachwerk, verbrettert, Scheunen und Stall verputzt, baugeschichtlich und wirtschaftsgeschichtlich von Bedeutung | 09226519 |
| Direkt Bild zu diesem Denkmal hochladen | Wohnhaus (Umgebinde) | Teichweg 1 (Karte)                                                    | Mitte 19. Jahrhundert, verändert                                       | Obergeschoss Fachwerk, verschiefert, baugeschichtlich von Bedeutung | 09226536 |
| Direkt Bild zu diesem Denkmal hochladen | Wohnhaus (Umgebinde) | Teichweg 5 (Karte)                                                    | Mitte 19. Jahrhundert, verändert                                       | Obergeschoss Fachwerk, verkleidet, baugeschichtlich von Bedeutung | 09226537 |
| Direkt Bild zu diesem Denkmal hochladen | Wohnhaus (Umgebinde) | Untere Dorfstraße 3 (Karte)                                           | 2. Hälfte 19. Jahrhundert                                              | Obergeschoss Fachwerk, verschiefert, baugeschichtlich von Bedeutung | 09226491 |
| Direkt Bild zu diesem Denkmal hochladen | Wohnstallhaus über winkelförmigem Grundriss | Untere Dorfstraße 5a (Karte)                                          | Mitte 19. Jahrhundert                                                  | Obergeschoss Fachwerk, verschiefert, baugeschichtlich von Bedeutung | 09226492 |
| Direkt Bild zu diesem Denkmal hochladen | Wohnhaus (Umgebinde) | Untere Dorfstraße 6 (Karte)                                           | Ende 19. Jahrhundert                                                   | Doppelstubenhaus, Obergeschoss Fachwerk, verschiefert, baugeschichtlich von Bedeutung | 09226493 |
| Direkt Bild zu diesem Denkmal hochladen | Doppelwohnhaus (Umgebinde) | Untere Dorfstraße 11a, 11b (Karte)                                    | 1. Hälfte 19. Jahrhundert                                              | Obergeschoss Fachwerk, verschiefert, baugeschichtlich von Bedeutung | 09226495 |
| Direkt Bild zu diesem Denkmal hochladen | Wohnhaus | Untere Dorfstraße 13 (Karte)                                          | Ende 19. Jahrhundert                                                   | Gründerzeitlicher Putzbau mit Lisenengliederung, baugeschichtlich von Bedeutung | 09226496 |
| Direkt Bild zu diesem Denkmal hochladen | Wohnhaus (Umgebinde am Rückbau) | Untere Dorfstraße 14 (Karte)                                          | Mitte 19. Jahrhundert                                                  | Obergeschoss Fachwerk, verschiefert, baugeschichtlich von Bedeutung | 09226497 |
| Direkt Bild zu diesem Denkmal hochladen | Wohnhaus (Umgebinde) mit Einfriedung, ohne Ladenanbau                                                                                                   | Untere Dorfstraße 15 (Karte)                                          | Bezeichnet mit 1881                                                    | Obergeschoss Fachwerk, verschiefert, baugeschichtlich von Bedeutung | 09226498 |
| Direkt Bild zu diesem Denkmal hochladen | Wohnhaus (Umgebinde) | Untere Dorfstraße 17 (Karte)                                          | Mitte 19. Jahrhundert                                                  | Obergeschoss Fachwerk, verschiefert, baugeschichtlich von Bedeutung | 09226499 |
| Direkt Bild zu diesem Denkmal hochladen | Wohnhaus | Untere Dorfstraße 18 (Karte)                                          | 1. Hälfte 19. Jahrhundert                                              | Obergeschoss Fachwerk, verschiefert, baugeschichtlich von Bedeutung | 09226500 |
| Direkt Bild zu diesem Denkmal hochladen | Wohnhaus und Mahlgebäude einer Mühle über winkligem Grundriss, östliches Nebengebäude sowie Einfriedung, Mühlstein und Pumpenhäuschen (Hempelmühle)     | Untere Dorfstraße 19 (Karte)                                          | 2. Hälfte 19. Jahrhundert                                              | Hanglage, Mühle verputzt, Mahlgebäude Ziegelmauerwerk, hölzernes Pumpenhäuschen, baugeschichtlich und ortsgeschichtlich von Bedeutung | 09226501 |
| Direkt Bild zu diesem Denkmal hochladen | Wohnhaus (Umgebinde) | Untere Dorfstraße 25 (Karte)                                          | Mitte 19. Jahrhundert                                                  | Obergeschoss Fachwerk, baugeschichtlich von Bedeutung | 09226502 |
| Direkt Bild zu diesem Denkmal hochladen | Wohnhaus (Umgebinde) eines Dreiseithofes | Untere Dorfstraße 31 (Karte)                                          | 2. Hälfte 19. Jahrhundert, verändert                                   | Obergeschoss zum Teil Fachwerk, baugeschichtlich von Bedeutung | 09226503 |
| Direkt Bild zu diesem Denkmal hochladen | Wohnhaus (Umgebinde), zwei Scheunen und Torbogen eines Dreiseithofes                                                                                    | Untere Dorfstraße 39 (Karte)                                          | 2. Hälfte 19. Jahrhundert                                              | Umgebindehaus Obergeschoss Fachwerk verschiefert, südwestliche Scheune Fachwerkbau, nordwestliche Scheune Putzbau, baugeschichtlich und wirtschaftsgeschichtlich von Bedeutung | 09226504 |
| Direkt Bild zu diesem Denkmal hochladen | Wohnhaus und Erdkeller | Untere Dorfstraße 44 (Karte)                                          | Anfang 19. Jh.                                                         | Wohnhaus Obergeschoss Fachwerk, baugeschichtlich von Bedeutung | 09226507 |
| Direkt Bild zu diesem Denkmal hochladen | Wohnhaus | Untere Dorfstraße 48 (Karte)                                          | Anfang 19. Jahrhundert                                                 | Obergeschoss Fachwerk, verkleidet, baugeschichtlich von Bedeutung | 09226508 |
| Direkt Bild zu diesem Denkmal hochladen | Zwei Wirtschaftsgebäude eines Vorwerks (Kaltes Vorwerk)                                                                                                 | Untere Dorfstraße 51 (Karte)                                          | 1. Hälfte 19. Jahrhundert                                              | Lang gestreckte Gebäude aus Granitmauerwerk, baugeschichtlich und ortsgeschichtlich von Bedeutung | 09226509 |
| Direkt Bild zu diesem Denkmal hochladen | Wohnhaus (Umgebinde) und Gedenktafel für den Kupferstecher Arlt (Kupferstecher-Arlt-Haus)                                                               | Untere Dorfstraße 53 (Karte)                                          | Bezeichnet mit 1881                                                    | Wohnhaus Obergeschoss Fachwerk, Giebel verkleidet, Gedenktafel für den hier ehemals wohnhaften Kupferstecher Arlt, baugeschichtlich und ortsgeschichtlich von Bedeutung | 09226510 |
| Weitere Bilder                          | Rittergut Niederruppersdorf (Sachgesamtheit) | Untere Dorfstraße 54, 56 (Großhennersdorfer Straße 22) (Karte)        | 18. Jahrhundert                                                        | Sachgesamtheit Rittergut Niederruppersdorf mit folgenden Einzeldenkmalen: Wasserschloss, Pferdestall, zweibogige Brücke und Einfriedungsmauer am Schlosspark (siehe Einzeldenkmale 09226511, gleiche Anschrift), der Wirtschaftshof mit Wohnhaus, daran anschließendes Stallgebäude, zwei Scheunen und zwei Torsäulen (siehe Einzeldenkmale 09226448, Großhennersdorfer Straße 22) sowie der Gutspark und die Lindenallee vom Wirtschaftshof zum Schloss (Gartendenkmal); baugeschichtlich, ortsgeschichtlich und landschaftsgestaltend von Bedeutung | 09303326 |
| Weitere Bilder                          | Wasserschloss, Pferdestall, zweibogige Brücke und Einfriedungsmauer am Schlosspark (Einzeldenkmale zu ID-Nr. 09303326)                                  | Untere Dorfstraße 54, 56 (Karte)                                      | 1752                                                                   | Einzeldenkmale der Sachgesamtheit Rittergut Niederruppersdorf; barockes Schloss mit hohem Mansarddach und Wappenzier am Portal, baugeschichtlich und ortsgeschichtlich von Bedeutung | 09226511 |
| Direkt Bild zu diesem Denkmal hochladen | Wohnhaus (Umgebinde) | Untere Dorfstraße 59 (Karte)                                          | Bezeichnet mit 1836                                                    | Obergeschoss Fachwerk, linker Giebel mit Traubenmotiv verschiefert, baugeschichtlich von Bedeutung | 09226512 |
| Direkt Bild zu diesem Denkmal hochladen | Wohnhaus (Umgebinde) | Untere Dorfstraße 61 (Karte)                                          | 1. Hälfte 19. Jahrhundert                                              | Obergeschoss Fachwerk, baugeschichtlich von Bedeutung | 09226513 |
| Direkt Bild zu diesem Denkmal hochladen | Wohnstallhaus (Umgebinde) | Untere Dorfstraße 65 (Karte)                                          | 1. Hälfte 19. Jahrhundert                                              | Obergeschoss Fachwerk, baugeschichtlich von Bedeutung | 09226514 |
| Direkt Bild zu diesem Denkmal hochladen | Wassermühle mit Wohnhaus, Seitengebäude und Mühlgraben (Schlossmühle)                                                                                   | Untere Dorfstraße 67 (Karte)                                          | 18. Jahrhundert, verändert                                             | Breitgelagerter Putzbau mit hohem Krüppelwalmdach, baugeschichtlich und ortsgeschichtlich von Bedeutung | 09226515 |
| Direkt Bild zu diesem Denkmal hochladen | Wohnhaus, ohne Anbau | Volksbadstraße 2 (Karte)                                              | Anfang 19. Jahrhundert                                                 | Obergeschoss Fachwerk, baugeschichtlich von Bedeutung | 09226516 |
| Direkt Bild zu diesem Denkmal hochladen | Wohnhaus (Umgebinde) | Zum Bleichteich 3 (Karte)                                             | 2. Hälfte 19. Jahrhundert                                              | Obergeschoss Fachwerk, baugeschichtlich von Bedeutung | 09226521 |
| Direkt Bild zu diesem Denkmal hochladen | Wohnhaus (Umgebinde) | Zum Kleingarten 6 (Karte)                                             | Mitte 19. Jahrhundert                                                  | Obergeschoss Fachwerk, verbrettert, baugeschichtlich von Bedeutung | 09226440 |

## Streichungen von der Denkmalliste
| Bild                                    | Bezeichnung                            | Lage                                                         | Datierung                        | Beschreibung | ID       |
| --------------------------------------- | -------------------------------------- | ------------------------------------------------------------ | -------------------------------- | --- | -------- |
| Direkt Bild zu diesem Denkmal hochladen | Wohnhaus eines Bauernhofes             | Alte Schule 2 (Karte)                                        | Mitte 19. Jahrhundert, verändert | Obergeschoss Fachwerk, verschiefert, baugeschichtlich von Bedeutung; nach 2014 von der Denkmalliste gestrichen                   | 09226434 |
| Direkt Bild zu diesem Denkmal hochladen | Wohnhaus (Umgebinde) eines Bauernhofes | Obercunnersdorfer Straße 10 (Karte)                          | Mitte 19. Jahrhundert            | Obergeschoss Fachwerk, verputzt, baugeschichtlich von Bedeutung. 2019 abgerissen und später durch Neubau ersetzt.                | 09226472 |
| Direkt Bild zu diesem Denkmal hochladen | Wohnhaus                               | Untere Dorfstraße 2 (Karte)                                  | Mitte 19. Jahrhundert            | Obergeschoss Fachwerk, verschiefert, baugeschichtlich von Bedeutung; nach 2014 von der Denkmalliste gestrichen                   | 09226490 |
| Direkt Bild zu diesem Denkmal hochladen | Mühlgraben mit Kopfweiden              | Untere Dorfstraße 59 (bei Zum Kleingarten 2) (Karte)         | 19. Jahrhundert                  | Auch bei Zum Kleingarten 2, ortsgeschichtlich und landschaftsgestaltend von Bedeutung; nach 2014 von der Denkmalliste gestrichen | 09226442 |
| Direkt Bild zu diesem Denkmal hochladen | Mühlgraben mit Kopfweiden              | Zum Kleingarten 2 (bei) (Untere Dorfstraße 59 (bei)) (Karte) | 19. Jahrhundert                  | Auch bei Zum Kleingarten 2, ortsgeschichtlich und landschaftsgestaltend von Bedeutung; nach 2014 von der Denkmalliste gestrichen | 09226442 |

## Tabellenlegende
- Bild: Bild des Kulturdenkmals, ggf. zusätzlich mit einem Link zu weiteren Fotos des Kulturdenkmals im Medienarchiv Wikimedia Commons. Wenn man auf das Kamerasymbol klickt, können Fotos zu Kulturdenkmalen aus dieser Liste hochgeladen werden:
- Bezeichnung: Denkmalgeschützte Objekte und ggf. Bauwerksname des Kulturdenkmals
- Lage: Straßenname und Hausnummer oder Flurstücknummer des Kulturdenkmals. Die Grundsortierung der Liste erfolgt nach dieser Adresse. Der Link (Karte) führt zu verschiedenen Kartendiensten mit der Position des Kulturdenkmals. Fehlt dieser Link, wurden die Koordinaten noch nicht eingetragen. Sind diese bekannt, können sie über ein Tool mit einer Kartenansicht einfach nachgetragen werden. In dieser Kartenansicht sind Kulturdenkmale ohne Koordinaten mit einem roten bzw. orangen Marker dargestellt und können durch Verschieben auf die richtige Position in der Karte mit Koordinaten versehen werden. Kulturdenkmale ohne Bild sind an einem blauen bzw. roten Marker erkennbar.
- Datierung: Baubeginn, Fertigstellung, Datum der Erstnennung oder grobe zeitliche Einordnung entsprechend des Eintrags in der sächsischen Denkmaldatenbank
- Beschreibung: Kurzcharakteristik des Kulturdenkmals entsprechend des Eintrags in der sächsischen Denkmaldatenbank, ggf. ergänzt durch die dort nur selten veröffentlichten Erfassungstexte oder zusätzliche Informationen
- ID: Vom Landesamt für Denkmalpflege Sachsen vergebene, das Kulturdenkmal eindeutig identifizierende Objekt-Nummer. Der Link führt zum PDF-Denkmaldokument des Landesamtes für Denkmalpflege Sachsen. Bei ehemaligen Kulturdenkmalen können die Objektnummern unbekannt sein und deshalb fehlen bzw. die Links von aus der Datenbank entfernten Objektnummern ins Leere führen. Ein ggf. vorhandenes Icon  führt zu den Angaben des Kulturdenkmals bei Wikidata.